# Burkholderia
Burkholderia is een geslacht van proteobacteria, met een aantal pathogene soorten. Burkholderia mallei is verantwoordelijk voor malleus bij paarden en verwanten; Burkholderia pseudomallei is de veroorzaker van melioidose; en Burkholderia cepacia dat longinfecties veroorzaakt bij vooral patiënten met cystische fibrose (CF).
Het geslacht is genoemd naar Walter H. Burkholder een patholoog van Cornell University.